# 山口地方検察庁
山口地方検察庁（やまぐちちほうけんさつちょう）は、山口県山口市にある日本の地方検察庁の一つで、山口県を管轄している。略称は、山口地検（やまぐちちけん）。周南、萩、岩国、下関、宇部に支部を置いている。

## 所在地
- 本庁 - 山口市駅通り1丁目1-2　北緯34度10分23.6秒 東経131度28分41.9秒 / 北緯34.173222度 東経131.478306度
JR山口線 山口駅から徒歩4分
JRバス中国・防長交通（バス）「中電前」バス停から徒歩10分
- 周南支部 - 周南市岐山通1丁目5　北緯34度3分19.8秒 東経131度48分27.4秒 / 北緯34.055500度 東経131.807611度
JR山陽線・山陽新幹線 徳山駅から徒歩10分
防長交通（バス）「市役所前」バス停から徒歩3分
- 萩支部 - 萩市大字江向469-2　北緯34度24分39.5秒 東経131度23分52.5秒 / 北緯34.410972度 東経131.397917度
JR山陰線 東萩駅から防長交通（バス）に乗車，「萩バスセンター」から徒歩7分
- 岩国支部 - 岩国市錦見一丁目16番35号 岩国法務合同庁舎　北緯34度10分5.3秒 東経132度11分29.5秒 / 北緯34.168139度 東経132.191528度
JR岩徳線 西岩国駅から徒歩10分
山陽線 岩国駅から岩国市営バスに乗車，「裁判所前」バス停下車，徒歩4分
- 下関支部 - 下関市上田中町8丁目2-1 下関地方法務合同庁舎　北緯33度57分54.4秒 東経130度56分10.6秒 / 北緯33.965111度 東経130.936278度
JR山陽線・山陰線 幡生駅からサンデン交通（バス）に乗車，「山の口」バス停から徒歩5分
JR山陽線 下関駅からサンデン交通（バス）に乗車，「山の口」バス停から徒歩5分
- 宇部支部 - 宇部市琴芝町2丁目2-40 宇部法務合同庁舎　北緯33度57分10.9秒 東経131度15分15.6秒 / 北緯33.953028度 東経131.254333度
JR宇部線 琴芝駅から徒歩3分
宇部市営バス「常盤町一丁目」バス停から徒歩8分

## 管轄
- 本庁
  - 山口区検察庁（山口市（徳地総合支所の所管区域を除く。）・美祢市（美東総合支所、秋芳総合支所の各所管区域））
  - 防府区検察庁（山口市（徳地総合支所の所管区域）・防府市）
- 周南支部
  - 周南区検察庁（周南市・下松市・光市）
- 萩支部
  - 萩区検察庁（萩市・阿武郡（阿武町））
  - 長門区検察庁（長門市）
- 岩国支部
  - 岩国区検察庁（岩国市・玖珂郡）
  - 柳井区検察庁（柳井市・大島郡・熊毛郡）
- 下関支部
  - 下関区検察庁（下関市）
- 宇部支部
  - 宇部区検察庁（宇部市（楠総合支所の所管区域を除く。））
  - 船木区検察庁（山陽小野田市・美祢市（美東総合支所・秋芳総合支所の各所管区域を除く。）・宇部市（楠総合支所の所管区域））

## フィクションでの登場
- 1983年1月7日から4月8日まで放送されたテレビドラマ「赤かぶ検事奮戦記III」（朝日放送製作・テレビ朝日系）は、主人公の検事・柊茂（フランキー堺）が山口地方検察庁下関支部（萩支部兼務）に配属になった際の出来事という設定であった。なお、下関に配属になったという設定は和久峻三による原作に沿ったものである。
- 2006年7月3日に放送されたテレビドラマ「HERO 特別編」（フジテレビ系）は、主人公の検事・久利生公平（木村拓哉）が異動により山口地方検察庁虹ヶ浦支部に配属になったという設定であった。なお、虹ヶ浦支部はおろか、そもそも山口県内に虹ヶ浦という地名も実在しない。